# Metopius brevicornis
Metopius brevicornis är en stekelart som beskrevs av André Seyrig 1935. Metopius brevicornis ingår i släktet Metopius och familjen brokparasitsteklar. Inga underarter finns listade i Catalogue of Life.